# Ottis Toole
Pour les articles homonymes, voir Toole.
Ottis Elwood Toole, surnommé « le cannibale de Jacksonville », est un tueur en série cannibale et pyromane américain, né le 5 mars 1947 en Floride. En 1984, il est reconnu coupable de six meurtres, bien qu'il affirme en avoir commis une centaine. Il est notamment connu pour le meurtre d'Adam Walsh, âgé de 6 ans .

## Biographie

### Enfance
Né le 5 mars 1947 à Jacksonville en Floride, il est issu d'une famille très pauvre et sordide. Ses parents sont illettrés. À 5 ans, son père et son beau-père commencent à le violer. D'après ses déclarations, c'est sa sœur aînée qui "l'initie" au sexe, cette dernière ayant perdu sa virginité à l'âge de 10 ans.  
Sa grand-mère étant sataniste et adepte de sorcellerie, Toole est régulièrement contraint de l'accompagner de nuit dans des cimetières pour déterrer des cadavres. Les os sont utilisés pour préparer des potions destinées à entrer en communication avec le Diable, tandis que les mains des cadavres sont broyées, puis mélangées à des herbes dans une mixture que l'enfant est contraint d'ingurgiter. Lorsque le cadavre déterré est encore frais, sa grand-mère lui coupe la tête et contraint Toole à la tenir plusieurs heures dans le vent "pour la faire sécher". Il arrive également que la peau des visages soit arrachée pour que l'enfant puisse la presser contre le sien, sa grand-mère étant persuadée que cet acte préserve de la vieillesse. Toole raconte également que cette dernière lui renversait des seaux d'urines sur la tête en lui disant "Tu appartiens au diable, jamais tu ne pourras le quitter." Pour le punir, son père le suspend à des crochets au milieu de chats cloués par la queue qui griffent régulièrement l'enfant jusqu'au sang. Un jour, il est contraint par son père de manger son chien, que ce dernier avait tué et préparé sous forme de hachis.
Son QI n'étant que de 75, sa scolarité est un échec, Toole ne parvenant pas à comprendre les cours. Il souffre également d'épilepsie.
À l'âge de 14 ans, sa sœur l'incite à travailler comme prostitué. Il se met à fréquenter des bars gay, se livre à l'automutilation et devient obsédé par les films pornographiques homosexuels. Il affirme très tôt son homosexualité, fortement aidé en cela par sa sœur qui passe son temps à le travestir en fille. En octobre 1964 à l'âge de 17 ans, il est arrêté pour vagabondage.

### Crimes et délits
Toole avoue avoir commis plusieurs incendies en quelques semaines lors de son adolescence. Il commet son premier meurtre à 14 ans. Deux hommes le prennent en stop et se disputent violemment. Alors que le conducteur s’apprête à poignarder le passager et menace Toole, ce dernier réussit à sortir du véhicule, mais se fait poursuivre. Il va alors revenir vers le véhicule, le démarrer et écraser le conducteur.
Arrêté pour la première fois en août 1964 pour vol, il est très vite relâché. Sa carrière d'assassin commence en 1976, quand il rencontre Henry Lee Lucas, son futur amant. Commence avec lui une série de meurtres à partir de 1978, notamment sur des auto-stoppeurs ou des employés de stations-service. Les victimes de Lucas sont principalement des femmes, qu'il étrangle ou poignarde. Toole préfère les hommes, qu'il tue à l'aide d'armes à feu. Il lui arrive de manger leurs cadavres, activité qu'il sera seul à effectuer, Lucas s'y refusant.   
En 1982, Lucas kidnappe Becky Powell, la nièce de Toole, et travaille pour Kate Rich. Par la suite, les deux femmes sont portées disparues, puis retrouvées mortes. Lucas avoue leur meurtre en 1983, après avoir été arrêté pour port illégal d'armes.

### Procès et emprisonnement
En 1983, Toole est de nouveau arrêté en Floride, et est reconnu coupable du meurtre de George Sonnenberg et Ada Johnson. Il admet quatre autres meurtres dont celui d'Adam Walsh, un petit garçon de six ans. Il avoue ensuite avoir commis 108 homicides avec Lucas.
Lors de son procès en 1984, les psychiatres diagnostiquent en lui une personnalité antisociale et découvrent qu'il est atteint de pyromanie. Toole avouera avoir travaillé pour une secte satanique cannibale nommée «La Main de la mort», que lui-même se livre à des actes de cannibalisme et qu'il est sexuellement attiré par le feu.
À la suite de ce procès, il est condamné à la peine de mort pour meurtres et incendies criminels. Mais cette peine est commuée en prison à vie, certains psychiatres de la défense ayant avancé que Toole était atteint de schizophrénie paranoïde, bien que cette déclaration fut remise en cause. Il est incarcéré à la prison d'État de Floride à Raiford où le tueur en série Ted Bundy est aussi détenu. Il meurt en détention d'une maladie opportuniste du foie liée au sida le 15 septembre 1996, à l'âge de 49 ans.